# Tori Kelly
Victoria Loren Kelly (Wildomar, 14 de dezembro de 1992), é uma cantora e compositora estadunidense.
Foi ganhando destaque desde que começou a postar vídeos no YouTube, aos 14 anos de idade. Quando tinha 16 anos, Kelly participou de uma audição para o do reality show de competição da FOX, American Idol, porém saiu um tempo depois. Seu álbum de estreia, Unbreakable Smile, teve seu lançamento no dia 23 de junho de 2015. Tori fez uma participação na música "Take Back Home Girl" de Chris Lane, o clipe foi lançado dia 6 de novembro de 2017. Em 29 de março de 2018, Kelly lançou a música "Help Us To Love", com participação de The HamilTones. Ganhou dois Grammys em 2018 e casou-se com o jogador de basquete André Murillo em 2018. Muito conhecida nos EUA, seu primeiro álbum foi Handmade Songs by Tori Kelly". Porém, seu primeiro álbum com uma grande gravadora (Capitol Records) foi Unbreakable Smile. Aos 10 anos de idade performou "Blessed" no Star Search. Indicada ao Grammy em 2015, 2016 e 2018.

## Biografia
Kelly nasceu em Wildomar, California. Sua mãe tem descendência jamaicana, irlandesa, inglesa e alemã. E seu pai tem ancesdência portorriquenha e irlandesa. Ao crescer, ela foi exposta por seus pais, a uma variedade de música. "Eu dei a eles um monte de crédito apenas brincando todos os gêneros diferentes, e nenhum gênero estava fora dos limites", disse ela quando perguntada sobre sua educação.

## Carreira

### 2004–12: YouTube eAmerican Idol
Kelly já apareceu no show Star Search. Ela não ganhou o concurso, mas depois, em 2004, ela fez uma aparição no America's Most Talented Kids, cantando a música "Keep on Singin' My Song" da cantora Christina Aguilera e ganhando, derrotando o cantor e compositor, Hunter Hayes. Ela fez uma segunda aparição no show no Tournament of Champions, mas perdeu para Antonio Pontarelli. Com doze anos de idade, Kelly foi oferecida uma grande gravadora que ela aceitou.
Kelly começou a postar videos no Youtube, com 14 anos o primeiro vídeo que postou foi um cover do cantor John Wesley Work, Jr. referente a música "Go Tell It On The Mountain", que ela originalmente performou em dezembro de 2004. Ela assinou com a Geffen Records aos 12 anos de idade mas por causa de ideias contraditórias, foi mutualmente concordado para tori ser lançada. Kelly ganhou reconhecimento por seu cover acústica com a colega YouTuber Angie Girl de "Thinking 'Bout You", do cantor Frank Ocean, em 2012. Quando mais tarde questionada sobre seu primero cover no YouTube, ela disse, "Foi apenas em meu quarto, foi "The Only Exception", do Paramore, e não era mesmo a minha própria guitarra. Eu sabia tipo ... três acordes".
Kelly depois fez o teste para a Nona Temporada do  American Idol  em Denver, Colorado, mas não atingiu o "Top 24." Ela declarou em uma entrevista por telefone que depois de sua eliminação, ela imediatamente começou a escrever mais músicas e foi convidada a participar de uma versão juvenil da canção de caridade 1985 "We Are the World" intitulado  "We Are the World: The Next Generation" .

### 2012–13:Handmade Songse contrato de gravação
Em 1° de maio de 2012, ela lançou seu primeiro extended play, Handmade Songs By Tori Kelly, o ep possui seis faixas e foi lançada na gravadora de Kelly, Toraay Records. Kelly escreveu, produziu, editou, e gravou o EP em seu quarto. Quando foi lançado no iTunes ele chegou ao Top 10 álbuns pop. Mais tarde, Kelly afirmou que essa foi uma das coisas que ela sentia mais orgulhosa pelo fato de ter feito tudo sozinha. "Era algo que eu senti que precisava fazer para provar para mim mesma que eu poderia fazê-lo ..."
Ela chamou o EP de um "aquecimento" para um álbum de estúdio que estaria por vir no futuro. O EP vendeu mais de 14.000 cópias e alcançou no. 9 no Billboard's Heatseekers Albums Chart.

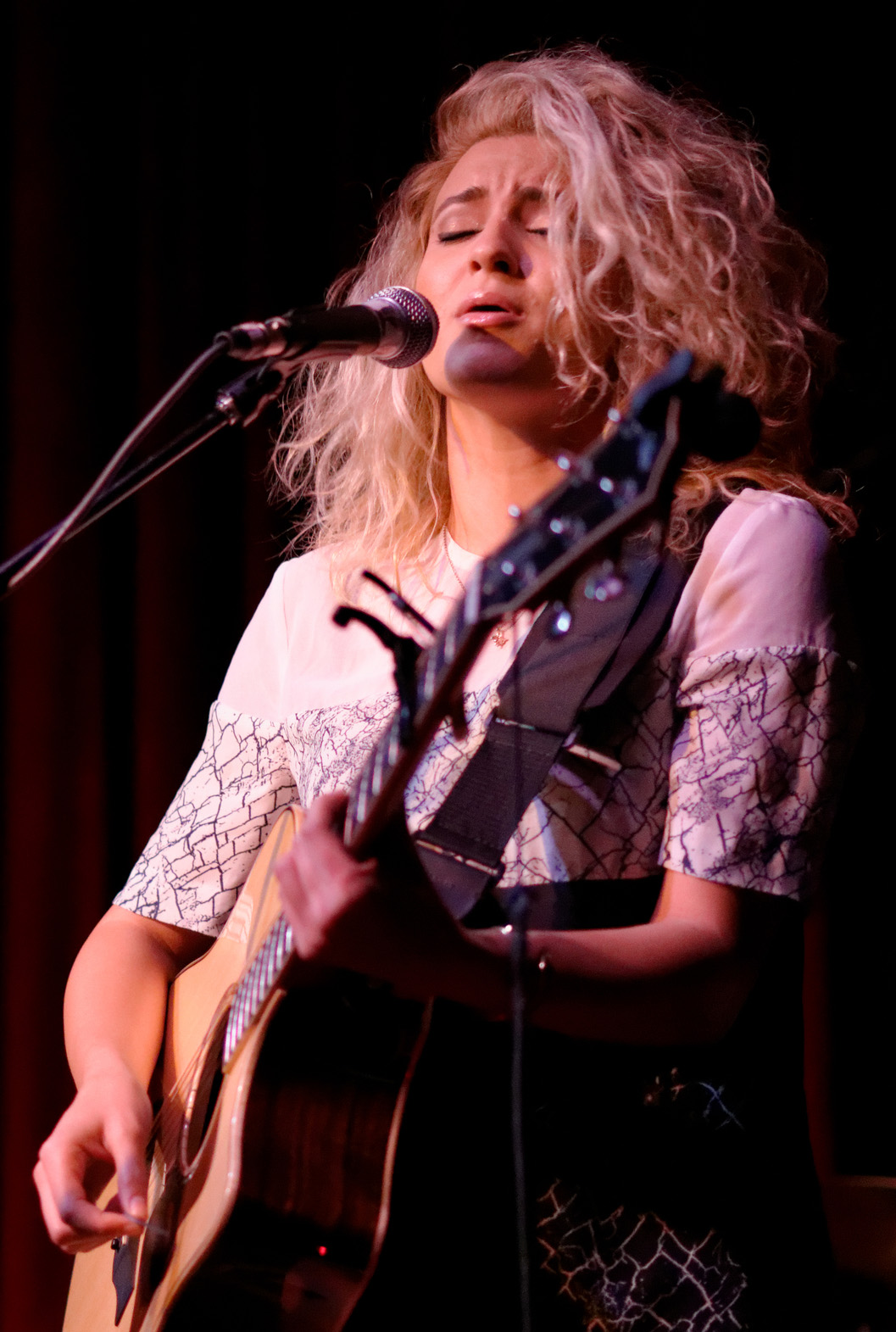
Tori em 2015.

Em fevereiro de 2013, Kelly lançou um single chamado "Fill a Heart," que ela escreveu para a campanha "Child Hunger Ends Here" campaign by ConAgra Foods and Feeding America. A canção foi executada pela boy band britânica The Wanted no Dancing With the Stars. A partir de abril de 2013, Kelly realizava em oito locais diferentes em toda o continente americano a turnê "Fill a Heart" tour, ajudando na bancos de alimentos das cidades durante o dia. Ela se apresentou em locais como o Troubador e Roxy, em Los Angeles Também tem sido destaque em revistas como Teen Vogue e Elle.
Em meados de 2013, Scooter Braun introduziu Kelly aos chefes de Capitol Records. Kelly foi muito cética, disse ela sobre assinar com uma grande gravadora com medo de que as coisas não iriam trabalhar em seu favor como tinha acontecido mais cedo em sua carreira. "Eu tinha me queimado antes, Mas quando eu conheci esses caras, eu nunca tinha me senti assim: eles eram fãs e realmente me pegaram." E em 6 de setembro de 2013 foi assinada a Capitol Records.

### 2013–presente:ForewordeUnbreakable Smile
em setembro de 2013, Kelly anunciou no The Today Show seu primeiro lançamento em uma grande gravadora, o EP 1Foreword,  seria lançado em 22 de outubro, 2013 pela Capitol Records. O EP vendeu mais de 16.000 cópias em sua semana de estreia e alcançou o No. 16 na Billboard 200". Kelly foi o único ato de apoio a Ed Sheeran no Madison Square Garden em 1 de novembro de 2013 e apoiado Sam Smith em sua 'In the Lonely Hour' Tour pelo Reino Unido em Outubro de 2014.
Ao longo de 2014, Kelly trabalhou com Braun em seu álbum de estreia em que ela teve contribuições de Toby Gad, Max Martin e Ed Sheeran. O primeiro single do álbum é "Nobody Love"  e foi lançado em 8 de fevereiro de 2015. Foi escrito por Rickard Goransson, Max Martin, e Tori Kelly. O álbum, chamado  Unbreakable Smile , foi lançado em 23 de junho de 2015 debutou na segunda posição da Billboard 200 vendendo 75.000 cópias em sua semana de estreia.

## Discografia

#### Álbuns de Estúdio
| Título            | Detalhes do Álbum                                                                       | Melhores Posições | Melhores Posições | Melhores Posições | Melhores Posições | Melhores Posições | Vendas      |
| Título            | Detalhes do Álbum                                                                       | US                | AUS               | CAN               | NZ                | UK                | Vendas      |
| ----------------- | --------------------------------------------------------------------------------------- | ----------------- | ----------------- | ----------------- | ----------------- | ----------------- | ----------- |
| Unbreakable Smile | - Lançamento: 23 de Junho de 2015 - Formatos: CD, digital download - Gravadora: Capitol | 2                 | 8                 | 3                 | 6                 | 36                | - : 200,000 |

Hinding Place (2018)
Inspired By True Events (2019)

#### EPs
| Handmade Songs | - Lançamento: 1 de Maio de 2012 - Formatos: Digital download - Gravadora: Toraay          | —  | 9 | —  |
| Foreword       | - Lançamento: 22 de Outubro de 2013 - Formatos: CD, digital download - Gravadora: Capitol | 16 | — | 26 |

## Singles
| Título                                                                            | Ano  | Melhores Posições | Melhores Posições | Melhores Posições | Melhores Posições | Melhores Posições | Melhores Posições | Melhores Posições | Certificações        | álbum             |
| Título                                                                            | Ano  | US                | US Pop            | US Adult          | AUS               | CAN               | NZ                | UK                | Certificações        | álbum             |
| --------------------------------------------------------------------------------- | ---- | ----------------- | ----------------- | ----------------- | ----------------- | ----------------- | ----------------- | ----------------- | -------------------- | ----------------- |
| "Mr. Music"                                                                       | 2011 | —                 | —                 | —                 | —                 | —                 | —                 | —                 |                      | Non-album singles |
| "Bring Me Home"                                                                   | 2011 | —                 | —                 | —                 | —                 | —                 | —                 | —                 |                      | Non-album singles |
| "Confetti"                                                                        | 2012 | —                 | —                 | —                 | —                 | —                 | —                 | —                 |                      | Handmade Songs    |
| "Fill a Heart (Child Hunger Ends Here)"                                           | 2013 | —                 | —                 | —                 | —                 | —                 | —                 | —                 |                      | Non-album single  |
| "Dear No One"                                                                     | 2013 | —                 | —                 | —                 | —                 | —                 | —                 | —                 |                      | Foreword          |
| "Nobody Love"                                                                     | 2015 | 60                | 16                | 35                | 21                | 36                | 5                 | —                 | - : Ouro - : Platina | Unbreakable Smile |
| "Should've Been Us"                                                               | 2015 | 51                | 16                | 30                | 91                | 64                | —                 | 198               | - : Ouro             | Unbreakable Smile |
| "Hollow"                                                                          | 2015 | 68                | 22                | —                 | —                 | 87                | —                 | —                 | - : Ouro             | Unbreakable Smile |
| "—" denota lançamentos que não traçaram ou não foram divulgados nesse território. |      |                   |                   |                   |                   |                   |                   |                   |                      |                   |

## Filmografia

### Cinema
| Ano  | Título                   | Papel     |
| ---- | ------------------------ | --------- |
| 2016 | Sing                     | Meena     |
| 2021 | Sing 2                   | Meena     |
| 2022 | Jerry and Marge Go Large | Ela mesma |

### Televisão
| Ano  | Título            | Papel          | Notas                         |
| ---- | ----------------- | -------------- | ----------------------------- |
| 2010 | American Idol     | Participante   | Episódio: "Auditions: Denver" |
| 2020 | The Masked Singer | Cavalo-Marinho | 7 episódios                   |
| 2022 | Rugrats           | Cynthia        | Episódio: "Rescuing Cynthia"  |

## Turnês
- Fill A Heart Tour (2013)
- Where I Belong (2015)
- Unbreakable Tour (2016)
- The Acoustic Sessions (2019)